# 봉천초등학교
봉천초등학교는 대한민국 전북특별자치도 임실군 오수면 봉천1길 24-22 (봉천리)에 있었던 공립 초등학교이다.

## 연혁
- 1939년 5월 9일 오수공립심상소학교 부설 봉천간이학교 인가
- 1941년 4월 1일 오수공립국민학교 부설 봉천간이학교
- 1944년 4월 1일 봉천공립국민학교로 승격
- 1983년 3월 1일 병설유치원 개원
- 1996년 2월 14일 제47회 졸업 (총학생수 1,554명)
- 1996년 3월 1일 봉천초등학교로 개명
- 1998년 3월 1일 둔기초등학교와 함께, 오수초등학교로 통합하면서 폐교